# Alentejo Litoral
O Alentejo Litoral é uma sub-região portuguesa situada no sudoeste do país, pertencendo à Região do Alentejo. Tem uma extensão total de 5.308 km2, 96.442 habitantes em 2021 e uma densidade populacional de 27,4 habitantes por km2.
É composto por cinco municípios e 31 freguesias, tendo Sines a localização administrativa (sede da Comunidade Intermunicipal) da sub-região. O maior núcleo urbano se encontra em Sines, com 13.109 na sua área urbana e com 14.200 em todo o município, tornando-se a maior cidade do Alentejo Litoral, que é limitada a noroeste com a Área Metropolitana de Lisboa, a nordeste com o Alentejo Central, a leste com o Baixo Alentejo, a sul com o Algarve e a oeste com o Oceano Atlântico.

## Divisões
A sub-região é composta por cinco municípios e 31 freguesias.

### Municípios
O Alentejo Litoral divida-se nos seguintes cinco municípios:
- Alcácer do Sal
- Grândola
- Odemira
- Santiago do Cacém
- Sines

### Freguesias
O Alentejo Litoral divida-se nas seguintes 31 freguesias:

### Cidades
1. Sines, 13200 habitantes
2. Vila Nova de Santo André, 10647 habitantes
3. Alcácer do Sal, 6700 habitantes
4. Santiago do Cacém, 6403 habitantes

### Vilas
- Grândola, 6800 habitantes
- São Teotónio (Odemira), 6439 habitantes
- Vila Nova de Milfontes (Odemira), 5031 habitantes
- Cercal do Alentejo (Santiago do Cacém), 3362 habitantes
- Odemira, 3119 habitantes
- Alvalade (Santiago do Cacém), 2098 habitantes
- Ermidas-Sado (Santiago do Cacém), 2020 habitantes

## Acessibilidade

### Rodoviária

#### Autoestrada
- A2

#### Estrada
- IC1
- IP8
- IP2
- N5
- N120
- N121
- N267
- N263
- N261
- N382
- N383

### Portuária
- Porto de Setúbal
- Porto de Sines

### Ferroviária
- Linha do Sul
- Linha de Sines

### Aeroportuária
- Aeroporto de Lisboa
- Aeroporto de Faro

## Turismo
O Alentejo Litoral representa mais de 40% da oferta da região, apresentando 5 409 camas. Representa cerca de 30% das dormidas da região, no total de 400.000.